# 91-й окремий протитанковий батальйон (Україна)
91-й окремий протитанковий батальйон (91 ОПТБ) — військове формування у складі Сухопутних військ ЗСУ. Підпорядковується ОК «Північ». Базується у селі Дівички Бориспільського району Київської області.

## Історія
15 квітня 2022 року було створено 91-й окремий протитанковий дивізіон, який перебував у підпорядкуванні Командування Сухопутних військ ЗСУ.
З 12 червня 2022 року підрозділ виконував бойові завдання на Донецькому напрямку у складі 108-ї окремої бригади ТрО. Згодом — у складі 1-ї окремої танкової бригади, а з березня 2023 — 128-ї окремої бригади ТрО.
У 2022–2023 роках брав участь у боях за населені пункти: Велика Новосілка, Новосілка, Нескучне, Новопіль, Старомайорське, Мирноград, Очеретине, Авдіївка.
На Запорізькому напрямку діяв у складі 110-ї та 127-ї окремої бригади ТрО, зокрема біля населених пунктів: Новомиколаївка, Новоіванівка, Гуляйполе, Роботине, Мала Токмачка.
13 березня 2024 року дивізіон виведено в резерв Командувача Сухопутних військ для реорганізації.
1 травня 2024 року переформований у 91-й окремий протитанковий батальйон та переданий у підпорядкування ОК «Північ».
З літа 2024 року батальйон діяв на Курському напрямку.
У січні 2025 року передислокований на Покровський напрямок, де у підпорядкуванні ОТУ «Донецьк» та у взаємодії зі 153 ОМБр, 72 ОМБр, 79 ОДШБр, 109 ОБрТрО, 157 ОМБр, 36 ОБрМП, 38 ОБрМП, 414 ОБрБпС «Птахи Мадяра», бригадою НГУ «Азов» брав участь у боях за населені пунки: Мирноград, Українка, Ясенове, Срібне, Тарасівка, Горіхове, Троїцьке, Котлярівка, Гродівка, Миролюбівка, Єлизаветівка, Малинівка, Нова Полтавка, Новоекономічне, Новоєлизаветівка, Попів Яр, Яблунівка.   

## Командування
Командири:
- капітан Назарій Кішак (січень 2025 – дотепер)[8]

## У медіа та соціальних мережах
- 91 ОПТБ у Facebook

- 91 ОПТБ в Instagram

- 91 ОПТБ на YouTube
- 91 ОПТБ в Telegram